# Walter Alexander Coachbuilders
Walter Alexander Coachbuilders — шотландский производитель автобусов и их кузовов, существовавший с 1913 по 31 декабря 2000 года.

## История
- В 1913 году была основана компания Alexander's Motor Service для продливания маршрута компании Falkirk & District Tramways Company в Гранджемут.

- Начиная с 1924 года, была основана дочерняя компания W. Alexander & Sons Limited[2].

- В 1928 году несколько крупных британских железнодорожных компаний купили SMT, бизнес которой был разорён в 1929 году.

- Первоначально производство автобусов планировалось в Камелоне в 1930 году, однако этот проект был признан нецелесообразным.

- В 1947 году, ещё до национализации SMT Group была основана компания Walter Alexander & Company (Coachbuilders) Limited.

- В 1969 году дочерней компанией становится Potters (Северная Ирландия).

- В 1981 году завод получил премию The Queen's Award for Enterprise[3].

- В 1983 году компания была крупнейшим производителем кузовов для автобусов.

- С 1987 года компания меняет свой тип с частного на публичный.

- Право собственности менялось в 1990 и 1995 годах[4][5][6].
- Начиная с 2000 года, компания слилась с Alexander Dennis[7].

## Галерея

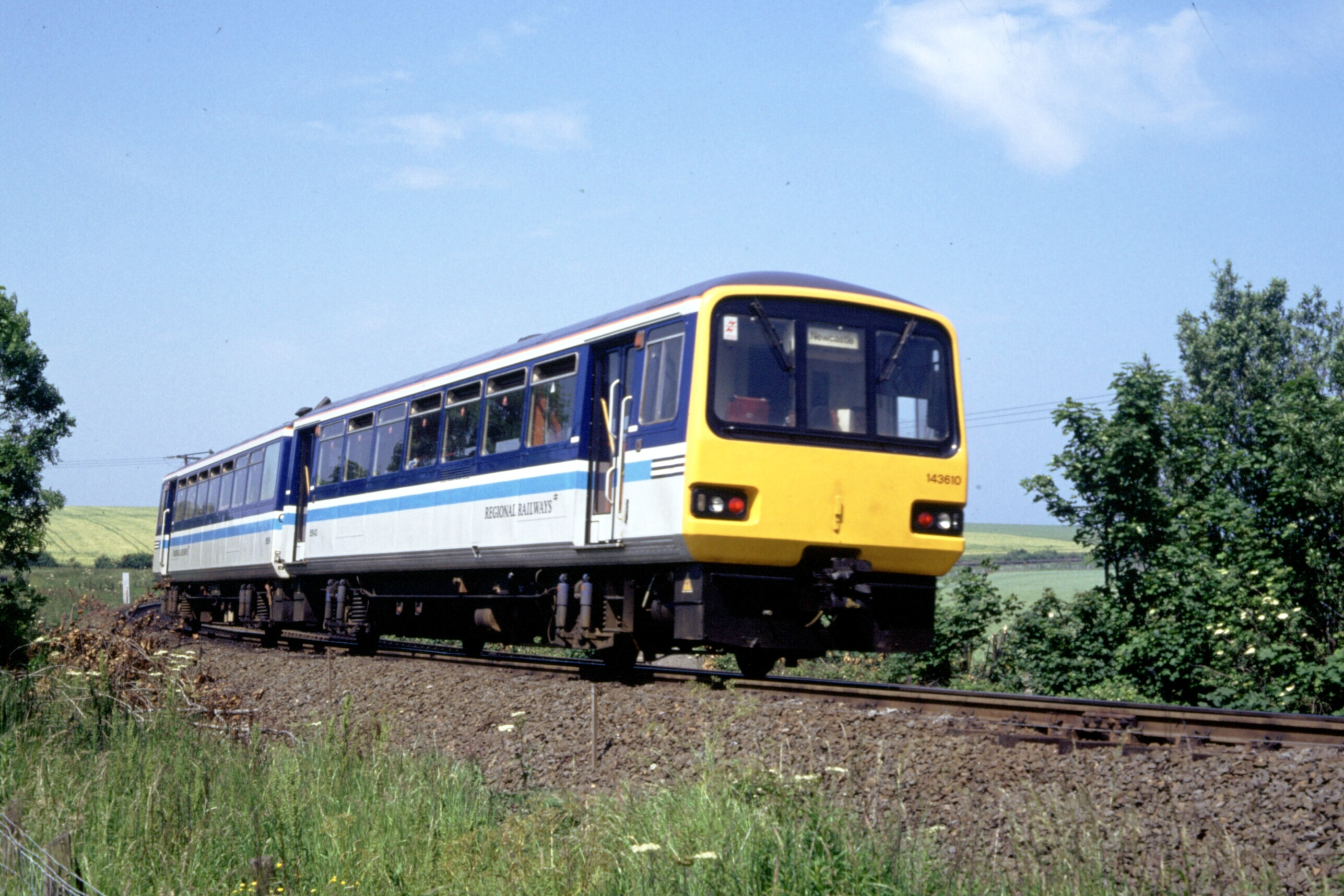
Regional Railways 143 (июль 1991)
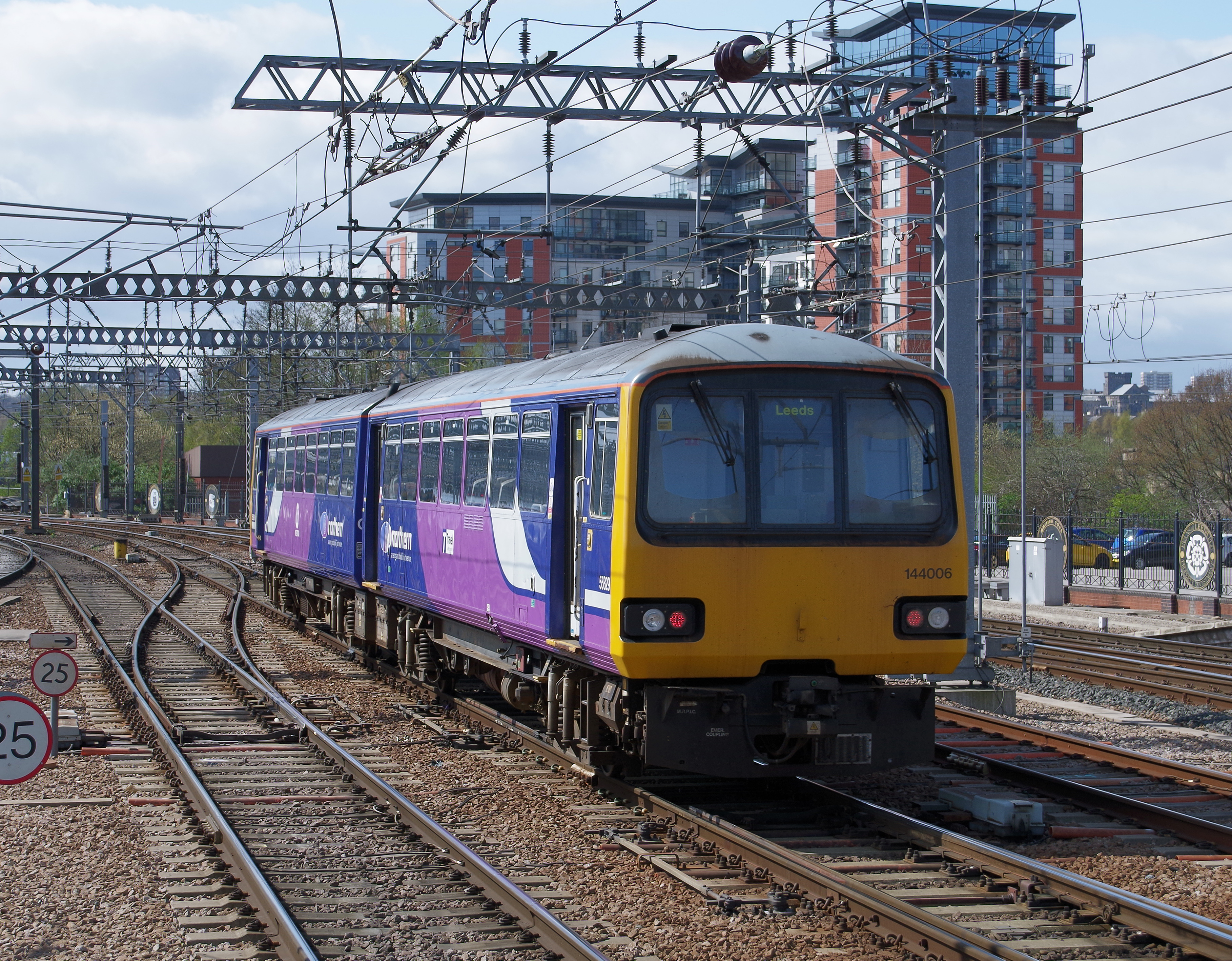
Northern Rail 144
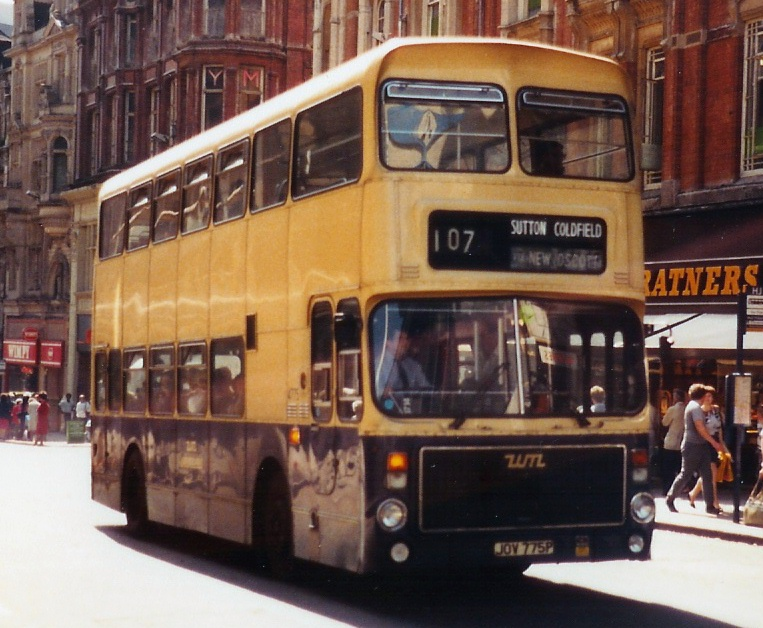
West Midlands PTE на шасси Volvo Ailsa B55 в Бирмингеме
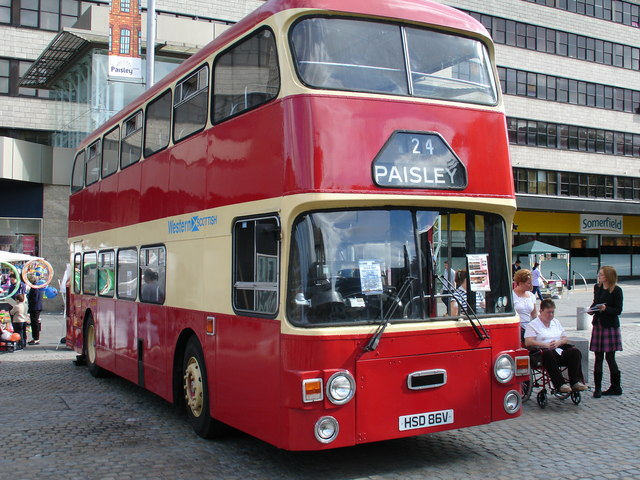
Western Scottish AD
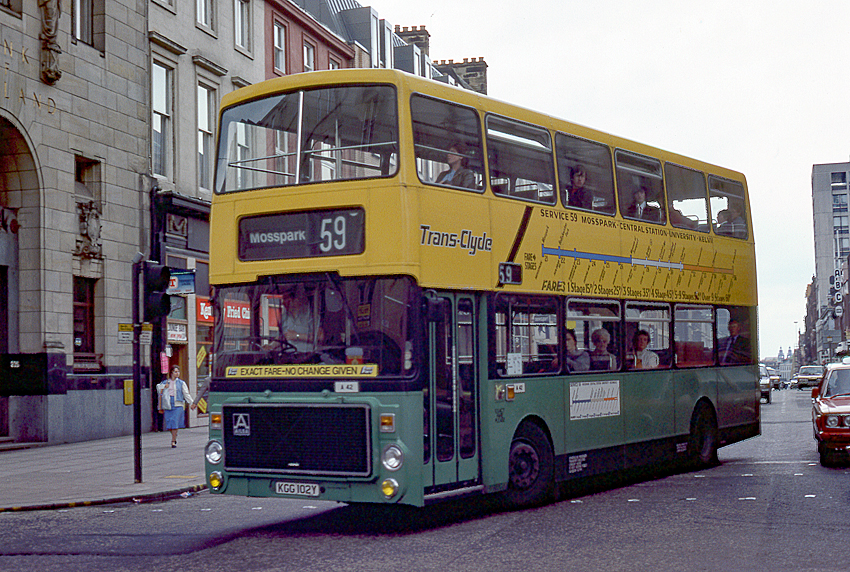
Strathclyde PTE на шасси Volvo Ailsa B55
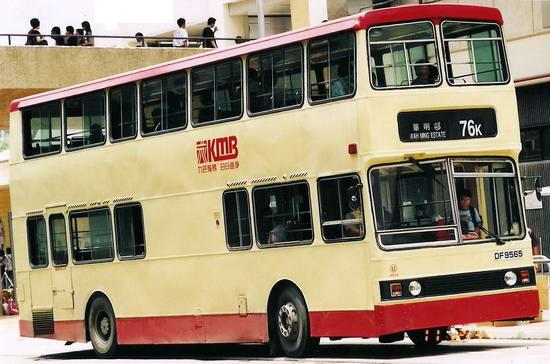
Kowloon Motor Bus RH на шасси Mercedes-Benz O305
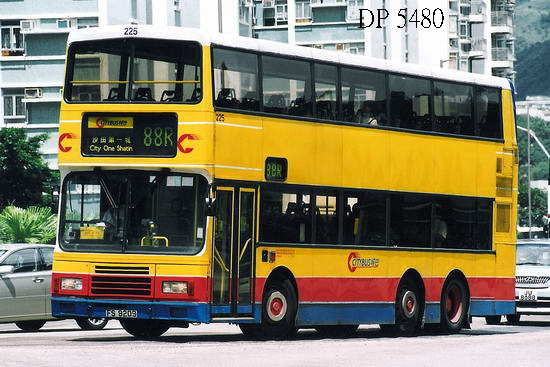
Citybus RH
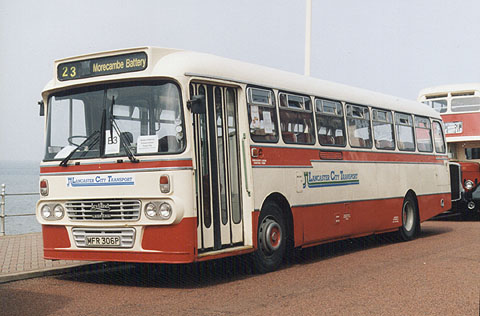
Leyland Leopard
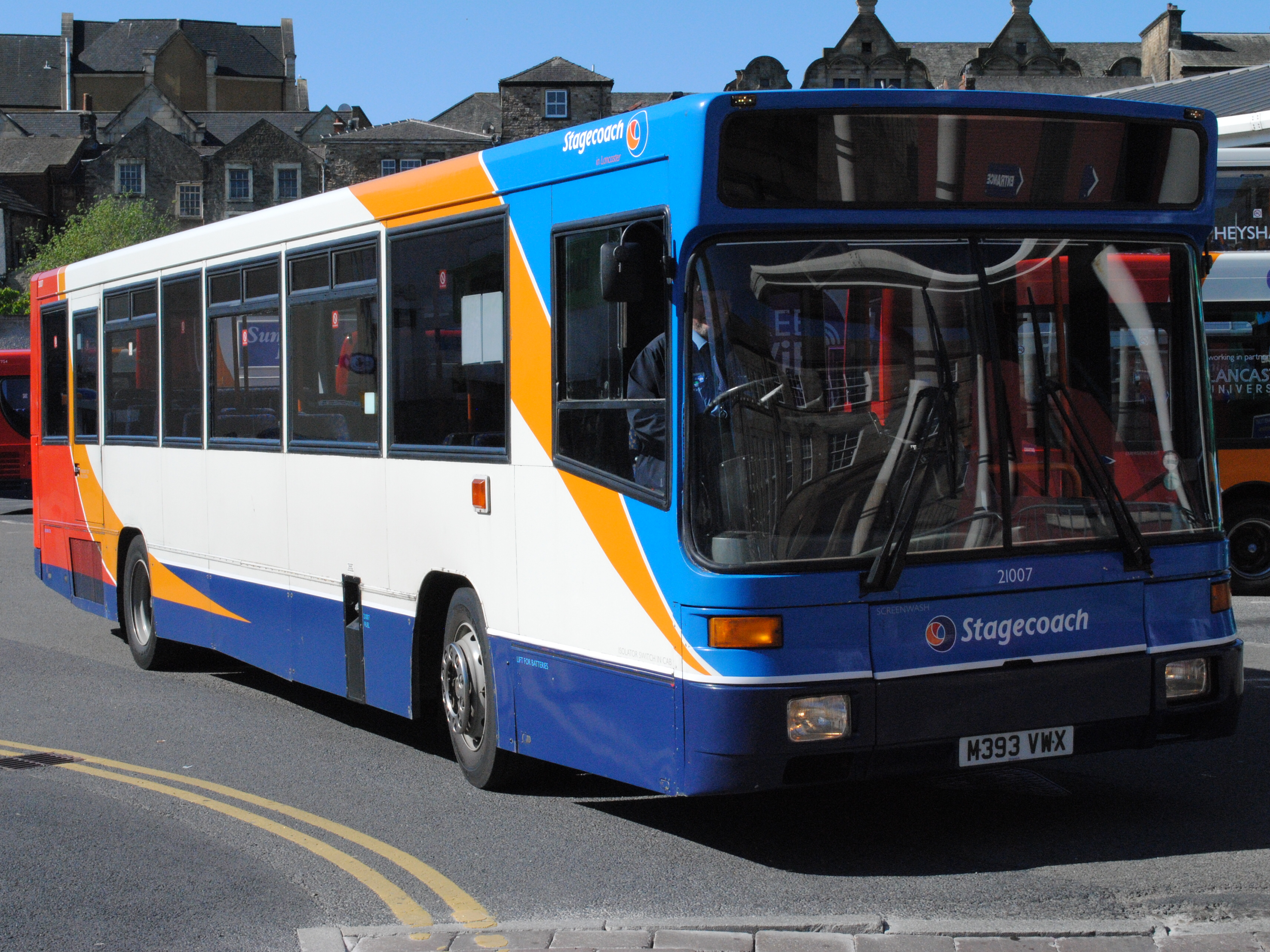
Volvo B10B
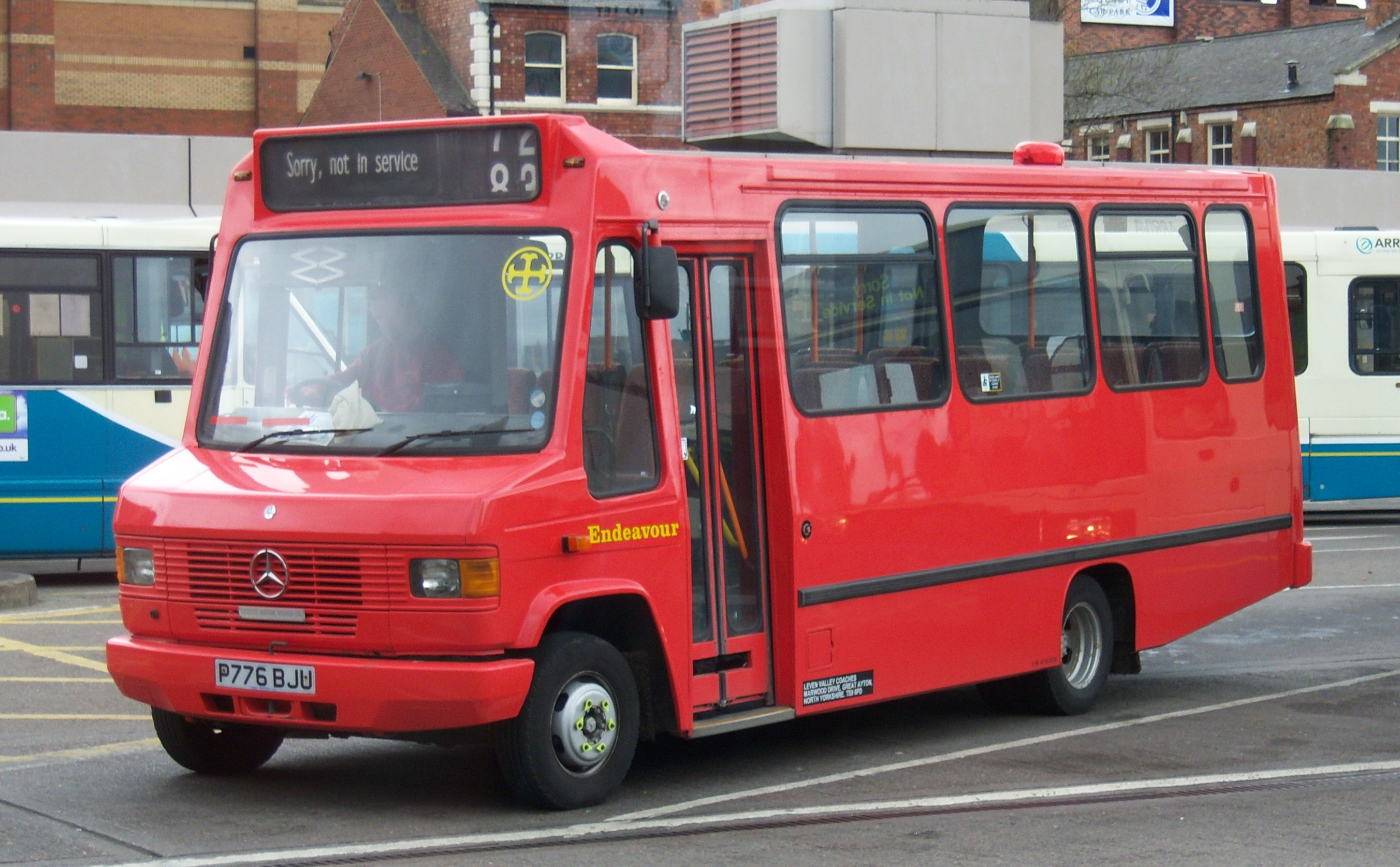
Leven Valley на шасси Mercedes-Benz T2 709D
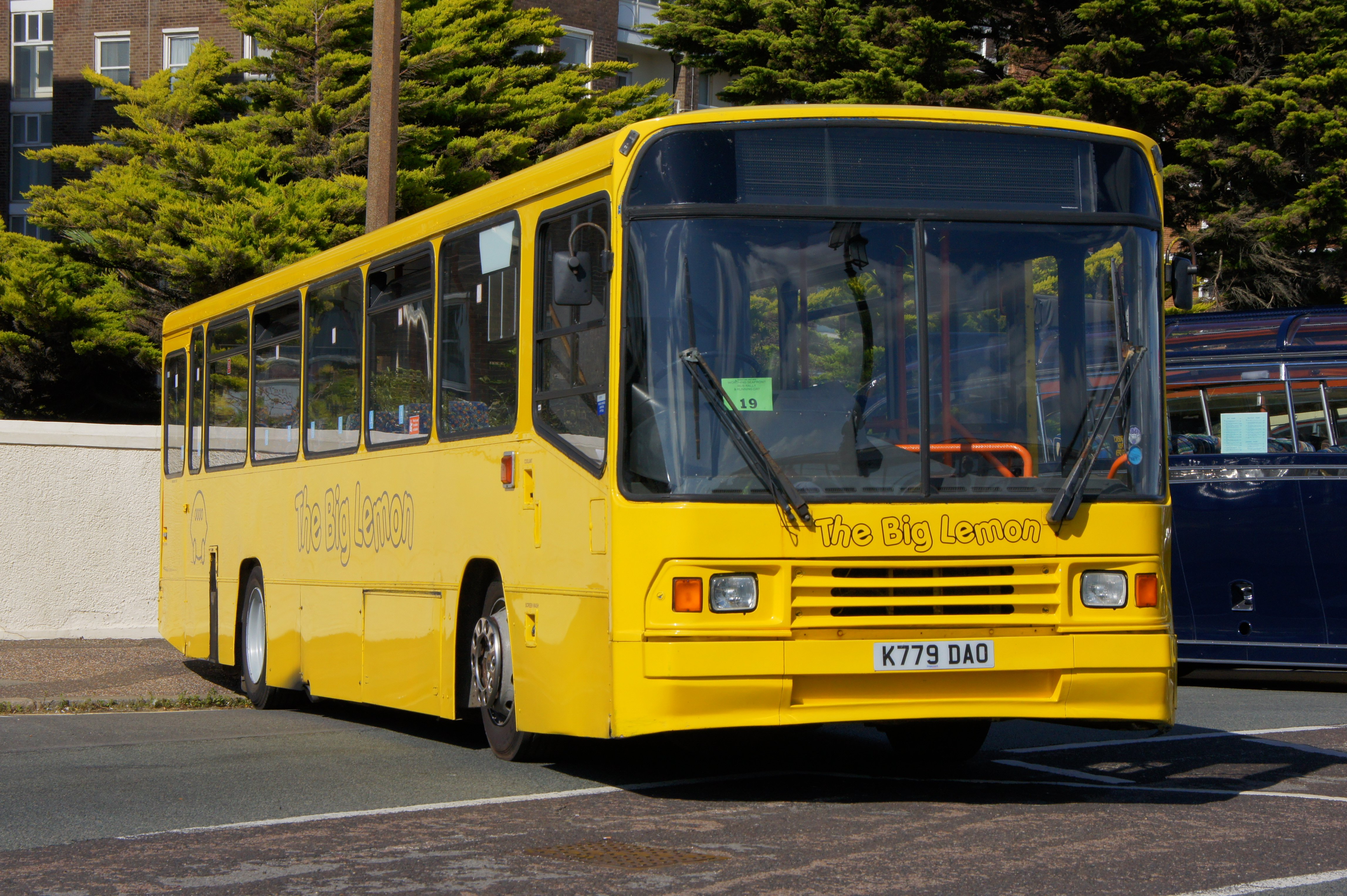
Big Lemon PS на шасси Volvo B10M
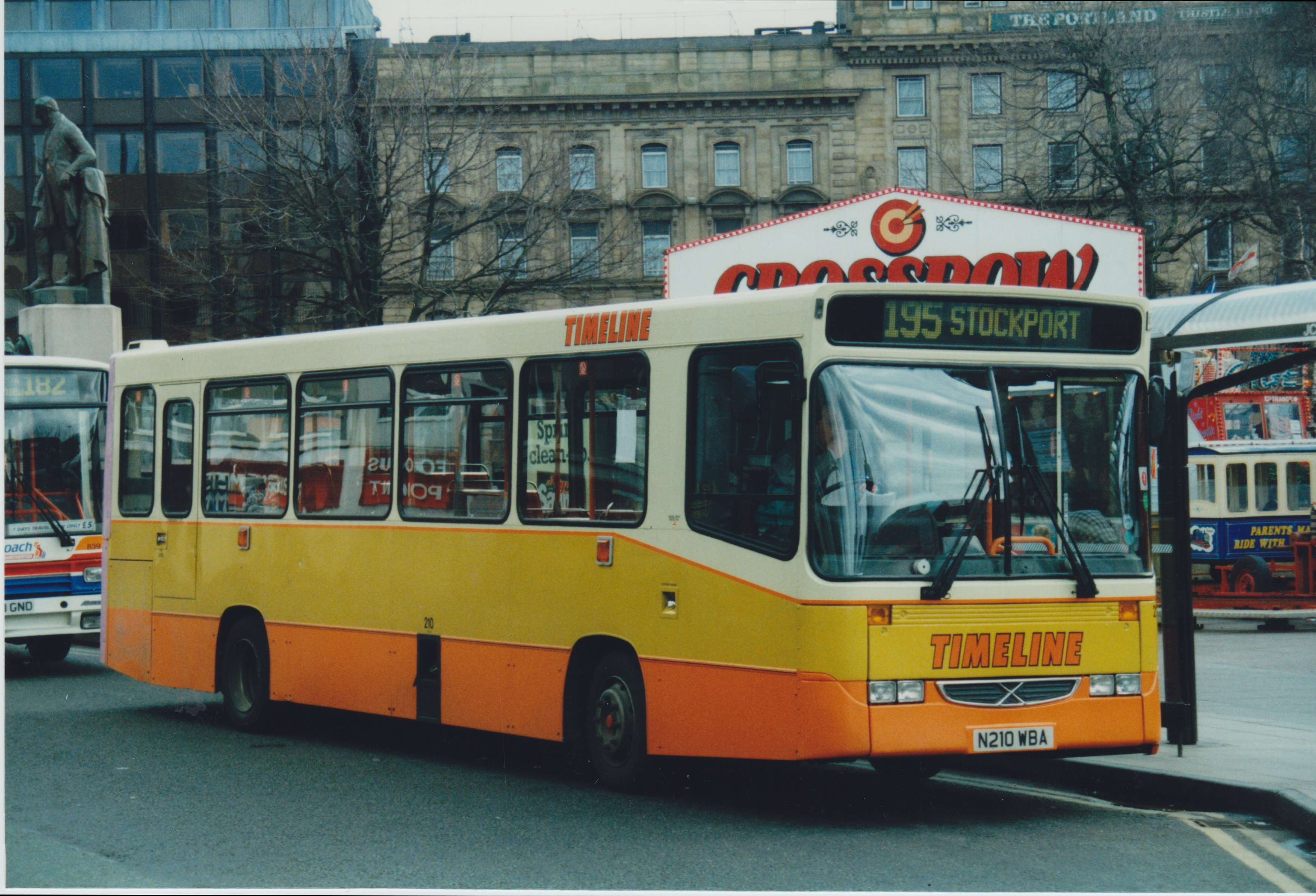
Timeline Dash на шасси Volvo B6
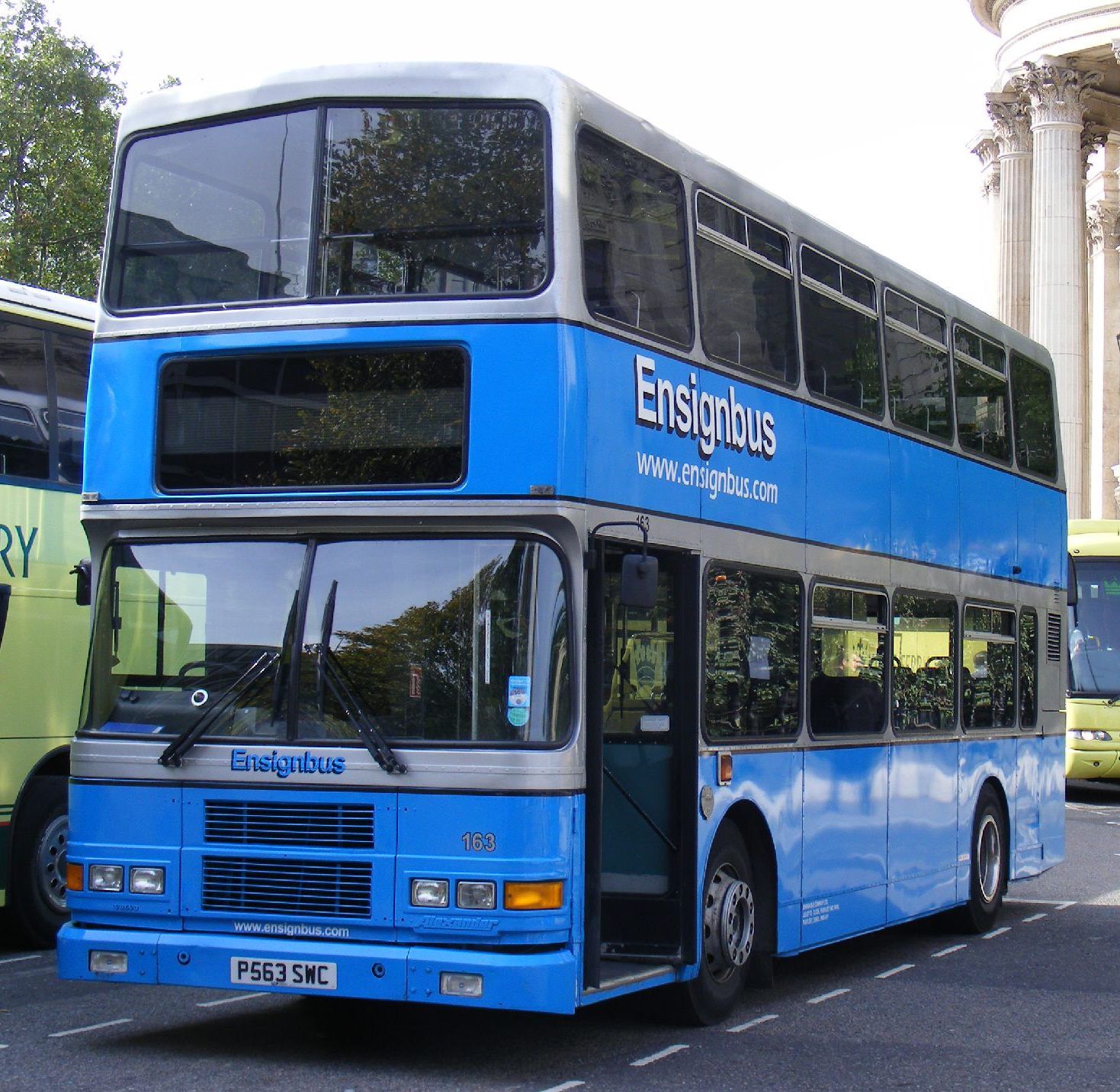
Ensignbus D на шасси Volvo Olympian
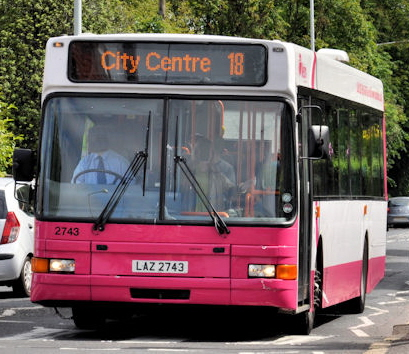
Metro Ultra на шасси Volvo B10L
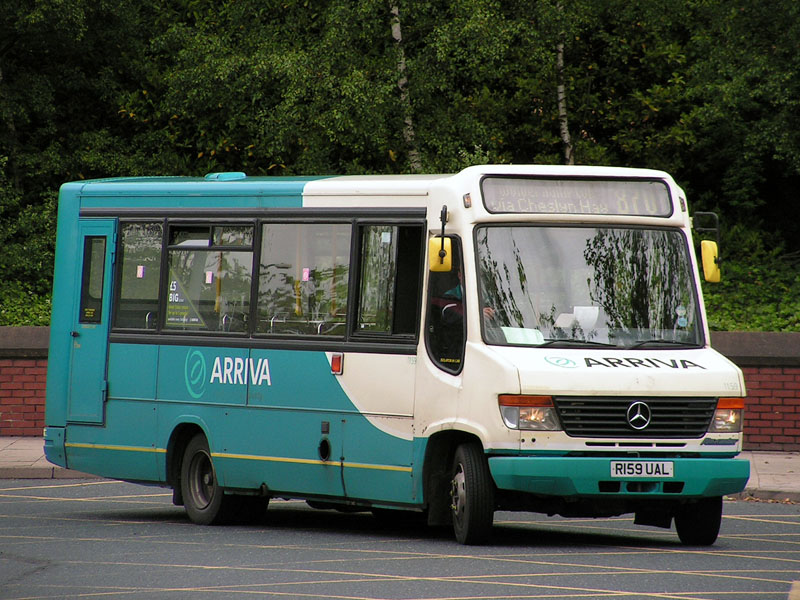
Alexander ALX100 1997-99 гг. выпуска